# درمراخ
درمراخ (به لاتین: Darmarakh) یک منطقهٔ مسکونی در افغانستان است که در ولسوالی شغنان واقع شده‌است.